# 新潟ヘビー級王座
新潟ヘビー級王座（にいがたヘビーきゅうおうざ）は、新潟プロレスが管理・認定している王座。

## 概要
2024年1月20日、新潟プロレス東区プラザホール大会にて行われた新潟無差別級王座のタイトルマッチで、第16代王者の土肥こうじが挑戦者の鈴木敬喜を急所蹴りから丸め込むとロープに片足をかけた状態で3カウントを奪った。しかし、同団体の乙川敏彦会長が土肥の勝利を認めずノーコンテストとなり、ベルトも没収となった。続けて、無差別級王座に代わるヘビー級王座の新設と、3月の大会で2人による初代王者決定戦を提案した。
3月16日、黒埼市民会館大会にて行われた初代王者決定戦で、鈴木が土肥に勝利し初代王者となった。

## 歴代王者
| 歴代  | 王者     | 戴冠回数 | 防衛回数 | 獲得日         | 獲得場所 備考（対戦相手）   |
| ----- | -------- | -------- | -------- | -------------- | --------------------------- |
| 初代  | 鈴木敬喜 | 1        | 1        | 2024年03月16日 | 黒埼市民会館 （土肥こうじ） |
| 第2代 | 伊東竜二 | 1        | 2        | 2024年09月21日 | 黒埼市民会館                |
| 第3代 | 鈴木敬喜 | 2        | 1        | 2025年01月18日 | 東区プラザホール            |